# Tomáš Suslov
Tomáš Suslov (Szepesújfalu, 2002. június 7. –) szlovák válogatott labdarúgó, a Hellas Verona játékosa.

## Pályafutása

### Klubcsapatokban
2010-ben került a Spišská Nová Ves akadémiájára, majd 2014 elején csatlakozott a Tatran Prešov korosztályos csapataihoz. 2017 decemberében egy hetet töltött el a német FC Bayern München csapatánál. 2018 augusztusában két évre írt alá a holland Groningen-hez, ahol az akadémiára került, majd a következő évben hosszabbított 2022 nyaráig. 2019-ben sikerült a klub történelmében először megnyerniük az U17-es bajnokságot. 2020. február 22-én mutatkozott be az első csapatban a VVV-Venlo ellen a 88. percben Azor Matusiwa cseréjeként. Szeptember 13-án lépett következőleg pályára és megszerezte első bajnoki gólját a PSV Eindhoven ellen 3–1-re elvesztett találkozón. Néhány nappal később 2025-ig hosszabbított vele klubja. 2022. január 28-án 2026 nyaráig újra meghosszabbították a szerződését.
2023. szeptember 1-jén kölcsönbe került az olasz Hellas Verona csapatához vásárlási opcióval. Szeptember 18-án mutatkozott be a Bologna elleni bajnoki mérkőzésen a 70. percben Ondrej Duda cseréjeként. 2024. január 28-án a Frosinone Calcio ellen 1–1-re végződő bajnoki találkozón büntetőből volt eredményes. Január 31-én a Verona élt a vásárlási jogával és 2027 júniusáig szerződtette.

### A válogatottban
2017 és 2018 között többszörös pályára lépett az U16-os válogatottban. Végigjárta a korosztályos válogatottakat. 2020 novemberében kapott először meghívót a felnőtt válogatottba, de Észak-Írország ellen a kispadon kapott lehetőséget. November 18-án debütált Csehország elleni Nemzetek Ligája-mérkőzésen a 62. percben Albert Rusnák cseréjeként. 18 évesen 164 naposan ő lett a válogatott legfiatalabb debütáló játékosa, megelőzve Németh Szilárdot.
A 2020-as labdarúgó-Európa-bajnokságon két mérkőzésen lépett pályára. 2021. november 14-én három gólpasszt jegyzett a Málta ellen 6–0-ra megnyert világbajnoki-selejtező mérkőzésen. 2022. június 3-án megszerezte első gólját Fehéroroszország elleni Nemzetek Ligája-mérkőzésen.
A 2024-es labdarúgó-Európa-bajnokságon mind a négy mérkőzésen csereként lépett pályára. 2025. június 4-én bekerült Jaroslav Kentoš 23 fős keretébe, amely a 2025-ös U21-es labdarúgó-Európa-bajnokságon vett részt.

## Statisztika

### Klub
2025. május 30-án frissítve.
| Klub          | Szezon   | Bajnokság      | Bajnokság | Bajnokság | Kupa  | Kupa | Nemzetközi | Nemzetközi | Egyéb | Egyéb | Összesen | Összesen |
| Klub          | Szezon   | Liga           | Mérk.     | Gól       | Mérk. | Gól  | Mérk.      | Gól        | Mérk. | Gól   | Mérk.    | Gól      |
| ------------- | -------- | -------------- | --------- | --------- | ----- | ---- | ---------- | ---------- | ----- | ----- | -------- | -------- |
| Groningen     | 2019–20  | Eredivisie     | 1         | 0         | —     | —    | —          | —          | —     | —     | 1        | 0        |
| Groningen     | 2020–21  | Eredivisie     | 28        | 2         | 1     | 0    | —          | —          | 1     | 0     | 30       | 2        |
| Groningen     | 2021–22  | Eredivisie     | 29        | 1         | 3     | 0    | —          | —          | —     | —     | 32       | 1        |
| Groningen     | 2022–23  | Eredivisie     | 30        | 1         | 1     | 0    | —          | —          | —     | —     | 31       | 1        |
| Groningen     | 2013–24  | Eerste Divisie | 2         | 1         | —     | —    | —          | —          | —     | —     | 2        | 1        |
| Groningen     | Összesen | Összesen       | 90        | 5         | 5     | 0    | 0          | 0          | 1     | 0     | 96       | 5        |
| Hellas Verona | 2023–24  | Serie A        | 32        | 3         | 1     | 0    | —          | —          | —     | —     | 33       | 3        |
| Hellas Verona | 2024–25  | Serie A        | 31        | 0         | 1     | 0    | —          | —          | —     | —     | 32       | 0        |
| Hellas Verona | Összesen | Összesen       | 63        | 3         | 2     | 0    | 0          | 0          | 0     | 0     | 65       | 3        |
| Összesen      | Összesen | Összesen       | 153       | 8         | 7     | 0    | 0          | 0          | 1     | 0     | 161      | 8        |

### A válogatottban
2025. március 20-án frissítve.
| Válogatott | Szezon   | Mérkőzés | Gól |
| ---------- | -------- | -------- | --- |
| Szlovákia  | 2020     | 1        | 0   |
| Szlovákia  | 2021     | 8        | 0   |
| Szlovákia  | 2022     | 7        | 1   |
| Szlovákia  | 2023     | 9        | 1   |
| Szlovákia  | 2024     | 13       | 2   |
| Szlovákia  | 2025     | 2        | 0   |
| Összesen   | Összesen | 40       | 4   |

### Góljai a válogatottban
| #  | Dátum               | Helyszín                                    | Ellenfél         | Gólja | Végeredmény | Kiírás                                       |
| -- | ------------------- | ------------------------------------------- | ---------------- | ----- | ----------- | -------------------------------------------- |
| 1. | 2022. június 3.     | Karađorđe Stadion, Újvidék, Szerbia         | Fehéroroszország | 1–0   | 1–0         | 2022–2023-as UEFA Nemzetek Ligája            |
| 2. | 2023. június 17.    | Laugardalsvöllur, Reykjavík, Izland         | Izland           | 2–1   | 2–1         | 2024-es labdarúgó-Európa-bajnokság selejtező |
| 3. | 2024. június 5.     | Wiener Neustadt Arena, Bécsújhely, Ausztria | San Marino       | 2–0   | 4–0         | Barátságos mérkőzés                          |
| 4. | 2024. szeptember 5. | Lilleküla Stadium, Tallinn, Észtország      | Észtország       | 1–0   | 1–0         | 2024–2025-ös UEFA Nemzetek Ligája            |

## Sikerei, díjai
- Peter Dubovský-díj: 2021, 2022[23]